# Tactusa parasumatrensis
Tactusa parasumatrensis là một loài bướm đêm thuộc họ Erebidae. Nó được tìm thấy ở miền bắc Sumatra.
Sải cánh dài khoảng 12 mm. 